# Iven (Vorname)
Iven ist ein männlicher Vorname. Er ist ein Diminutiv der Namen Ivo und Yvo und ebenso die bretonische Form von Evan. Er ist eng mit den Namen Ivon, Yvon, Ive, Ives, and Yves verwandt. Als Nachname gibt es ihn als Ivens, was für „Ivens Sohn“ steht.
Der Name Iven hat zwei verschiedene Bedeutungen und Etymologien: 
- Abgeleitet von festlandkeltischen Sprachen wird er mit „Eibe“ übersetzt. Der in Frankreich geläufige Name Yves sowie der walisische Evan sind Variationen hiervon. Die Übersetzung der keltischen Version von Evan als „Junger Krieger“ und die alternativen Bedeutungen „Bogen“ oder „Bogenschütze“[1] legen eine Verbindung zum Englischen Langbogen nahe, der zumeist aus Eibe hergestellt wurde.
- Abgeleitet von Slawischen Sprachen ist er mit Iwan—selbst abgeleitet von Johannes— verwandt und bedeutet „Der Herr ist gnädig“. In dieser Ableitung haben der walisische Evan und der schottische Ewan die gleiche Bedeutung.

## Bekannte Namensträger
- Iven Fritsche (* 1966), deutscher Dichter, Künstler und Satiriker
- Iven Knutzen (1531 oder 1532–1612), deutscher Bauer, Chronist und Kartograf
- Iven Kruse (1865–1926), deutscher Dichter, Schriftsteller und Redakteur

## Fiktive Personen
- Iven Johns, Knecht des Deichgrafen im Schimmelreiter von Theodor Storm.